# Kanton Challans
Kanton Challans (fr. Canton de Challans) je francouzský kanton v departementu Vendée v regionu Pays de la Loire. Tvoří ho šest obcí.

## Obce kantonu
- Bois-de-Céné
- Challans
- Châteauneuf
- Froidfond
- La Garnache
- Sallertaine